# Étienne Garnier-Pagès
 (août 2023).
Pour les articles homonymes, voir Garnier-Pagès.
Étienne Joseph Louis Garnier, dit Garnier-Pagès, est un homme politique français né à Marseille (Bouches-du-Rhône) le 27 décembre 1801 et mort à Paris le 23 juin 1841.

## Biographie
Il n'était âgé que de 20 jours lorsqu'il perdit son père, Jean-François Garnier, chirurgien de marine. Sa mère se remaria deux ans plus tard avec Simon Pagès, professeur, dont elle eut un autre fils, Louis-Antoine Garnier-Pagès (1803-1878). Les deux enfants grandirent tout d'abord sans savoir qu'ils étaient issus d'unions différentes. Lorsque plus tard ils l'apprirent, ils ne purent se résigner à porter deux noms différents, et, en signe d'étroite fraternité, ils convinrent d'adopter le double nom de « Garnier-Pagès ».
L'aîné fut employé dans une maison de commerce à Marseille, puis commis dans une compagnie d'assurances maritimes à Paris, il trouva néanmoins le temps d'étudier le droit et, reçu avocat, fit ses débuts au palais de justice. Mais la mort de son beau-père, puis celle de sa mère, en le livrant à lui-même, le décidèrent à aborder la carrière politique. De bonne heure, il avait suivi le mouvement libéral et était entré dans la société « Aide toi, le ciel t'aidera », et était entré en rapport avec la plupart des groupes démocratiques ou maçonniques où la jeunesse conspirait contre le gouvernement de la Restauration.
Il prit une part active aux Trois Glorieuses, fut nommé président du conseil de révision des récompenses nationales, réorganisa sur de nouvelles bases la société « Aide-toi, le ciel t'aidera », qui le choisit comme président et qu'il dirigea, contrairement à l'opinion de la plupart de ses amis de la veille, dans un sens hostile à la dynastie nouvelle. Garnier-Pagès était en effet de ceux qui avaient cru combattre pour la république et dont la monarchie de Juillet trompait les espérances.

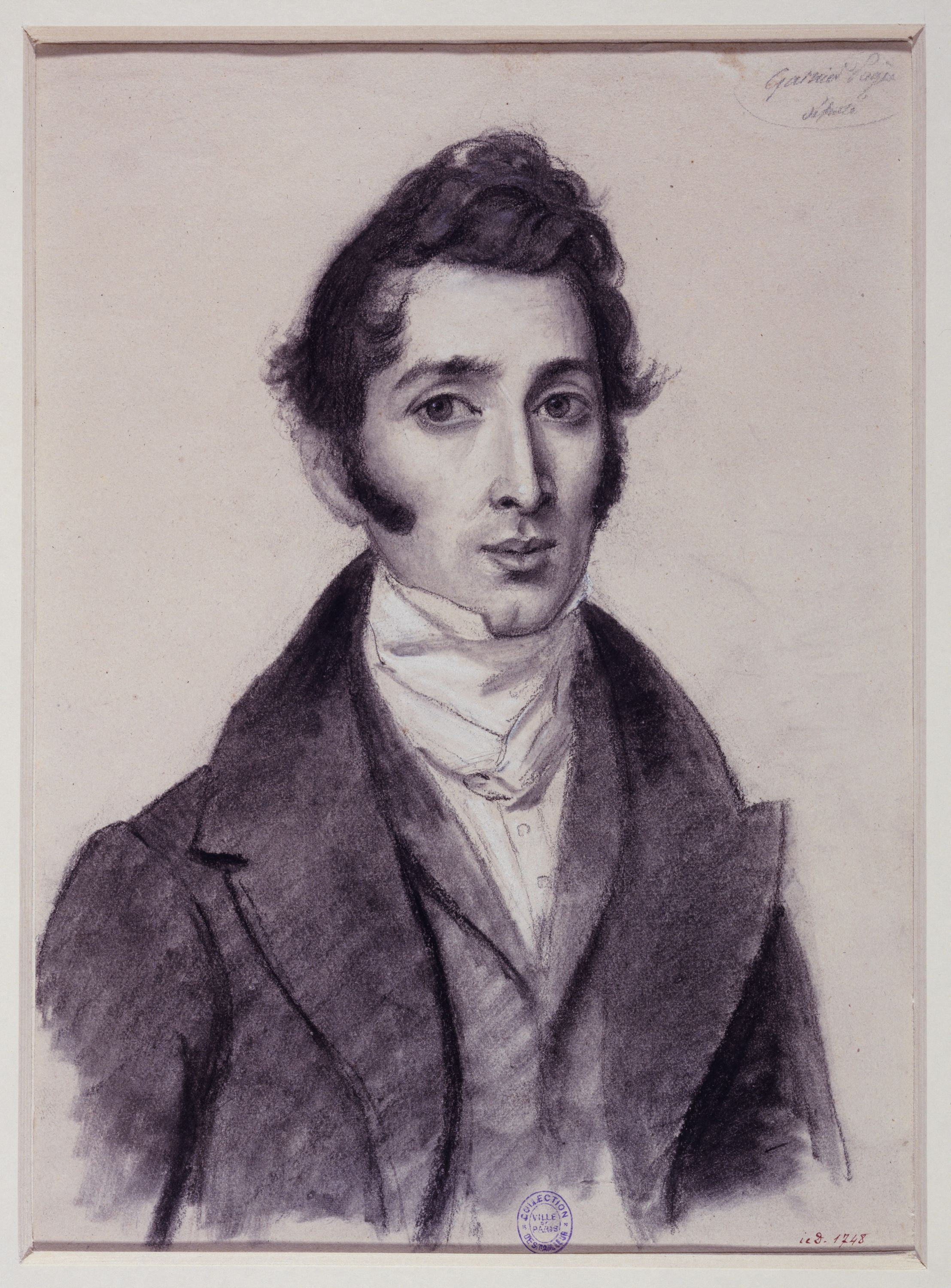
Étienne Garnier-Pagès, député de Marville en 1833.
Portrait en buste dessiné par Auguste Toussaint Lecler.

Il avait à peine atteint l'âge de l'éligibilité (30 ans), lorsqu'il fut choisi comme candidat de l'opposition dans le 4e collège électoral de l'Isère (La Côte-Saint-André), où un siège était vacant du fait de la démission de Félix Réal. Il fut élu député le 28 décembre 1831. Il prit place à l'extrême-gauche de la Chambre des députés, parmi la petite fraction républicaine. Seul Casimir Perier protesta contre l'admission du nouvel élu.
Garnier-Pagès ne tarda pas à partager avec Armand Carrel la direction du parti républicain. Il se distinguait « par une habileté singulière, selon un historien, à mettre aux prises les partis adverses, de manière à les ruiner l'un par l'autre, en obtenant l'estime et les applaudissements de chacun d'eux ».
Il eut une grande part à la rédaction du compte rendu de 1832. Lors de l'insurrection de 1832 il tint tête au ministère et à la majorité. Aux accusations incessantes contre les sociétés secrètes, il répondit un jour, avec à propos, que deux hommes éminents qui siégeaient au banc du gouvernement, avaient fait partie, l'un, François Guizot, de la société « Aide-toi, le ciel t'aidera », l'autre, Félix Barthe, de la charbonnerie. Il fut au nombre des députés qui se récusèrent dans le procès du journal La Tribune (1833).
Garnier-Pagès échoua aux élections générales du 21 juin 1834 dans le 2e collège électoral de l'Isère (Grenoble), mais, six mois plus tard, il fut élu député, le 3 janvier 1835, par la 2e circonscription de la Sarthe (Le Mans), devenue vacante en raison de l'option de Cormenin pour Joigny. Garnier-Pagès reprit sa place dans l'opposition démocratique et continua sa lutte contre la politique gouvernementale. Il se prononça contre les lois de septembre 1835, les lois de disjonction, d'apanage, etc. Réélu le 4 novembre 1837, il fut naturellement de la coalition formée contre le ministère Molé, mais sans intention d'entrer dans aucune combinaison ministérielle.
Il fut l'un des principaux animateurs du mouvement réformiste. Plus radical que la plupart de ses collègues de la gauche, il se déclara dès 1840 partisan du suffrage universel et résuma ses aspirations égalitaires dans une formule pittoresque et souvent citée : « allonger les vestes sans raccourcir les habits ». Il déclara à la tribune de la Chambre : « Pour moi, je ne recule pas devant le titre de révolutionnaire ; et pourtant je ne pense pas que tout progrès ne puisse venir que par le moyen des révolutions. Ne croyez pas qu'il n'y ait dans cette assemblée ni parti ni homme qui veuille entasser débris sur débris [...] Nous représentons ici des idées philosophiques et des idées pratiques. »
Membre et rapporteur de diverses commissions, il émit sur la conversion des rentes, la Banque de France, etc. des idées qui trouvèrent ensuite application. Il fut le rapporteur du chemin de fer de Rouen et des paquebots de la Méditerranée. Il participa activement aux débats sur les affaires d'Orient (1840) et se sépara de ses amis du National pour combattre le projet de fortifications de Paris, protestant contre l'« embastillement » de la capitale.
Atteint depuis l'enfance d'une maladie de poitrine, il mourut prématurément à 39 ans le 23 juin 1841. Une foule immense accompagna sa dépouille mortelle au cimetière.

## Jugements
- « Il avait le plus rare des courages dans un pays où tout le monde est brave de sa personne ; il était brave de sa conscience. » (Cormenin)

## Source
- « Étienne Garnier-Pagès », dans Adolphe Robert et Gaston Cougny, Dictionnaire des parlementaires français, Edgar Bourloton, 1889-1891 [détail de l’édition]